# Mellantjärnen (Nyskoga socken, Värmland)
Mellantjärnen är en sjö i Torsby kommun i Värmland och ingår i Göta älvs huvudavrinningsområde.